# ادمر دو شبن
ادمر دو شبن (به فرانسوی: Adémar de Chabannes) مورخ و آهنگساز قرن یازدهم میلادی اهل فرانسه است.
وی در او وین به‌دنیا آمد و در صومعهٔ سنت مارتیال در لیموژ به تحصیل پرداخت و زندگی خود را به صورت راهب در صومعهٔ سنت کیبارد آنگولم گذراند.